# 21 Pułk Lotnictwa Rozpoznania Taktycznego
21 Pułk Lotnictwa Rozpoznania Taktycznego – oddział lotnictwa Wojska Polskiego istniejący w latach 1951–1986.

## Historia
Na podstawie rozkazu Nr 0036/Org. MON z dnia 7 kwietnia 1951 roku przystąpiono do formowania 21 Pułku Lotnictwa Zwiadowczego (Jednostki Wojskowej Nr 1295). Pułk organizowano na lotnisku Ławica w Poznaniu, na bazie Eskadry Lotnictwa Zwiadowczego. W maju 1954 roku pułk został przebazowany na lotnisko Bielice k. Sochaczewa.
Na podstawie rozkazu Nr 0310/Org. szefa SG WP  z dnia 18 grudnia 1954 roku jednostka została przemianowana na 21 Pułk Lotnictwa Rozpoznawczego. Rok później ponownie zmieniono nazwę na 21 Samodzielny Pułk Lotnictwa Rozpoznawczego.

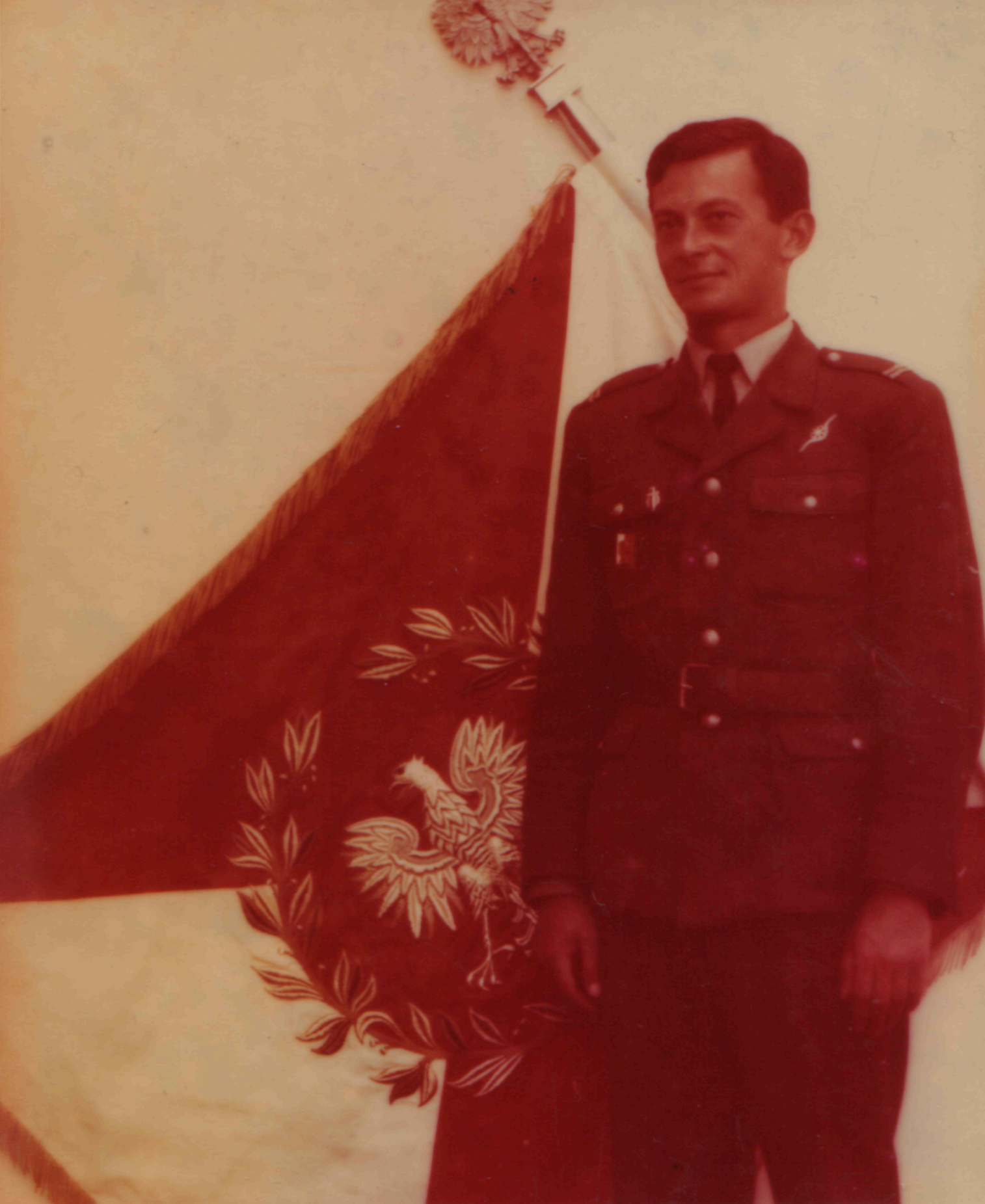
Mechanik lotniczy na tle sztandaru pułku około 1962 r

W 1957 roku pułk podporządkowano dowódcy Lotnictwa Operacyjnego. Tym samym stał się on jednostką wchodzącą w skład 3 Armii Lotniczej, jaką w Siłach Zbrojnych PRL powoływano na wypadek wojny.
W 1959 roku pułk otrzymał sztandar ufundowany przez Radę Państwa.
Z dniem 13 kwietnia 1963 roku jednostkę przeformowano na nowy etat i zmieniono nazwę na 21 Pułk Lotnictwa Rozpoznania Taktycznego. W kwietniu 1968 roku po raz kolejny jednostka została przeformowana na nowy etat i przemianowana na 21 Pułk Lotnictwa Rozpoznania Taktycznego i Artyleryjskiego. W styczniu 1969 roku pułk został przebazowany na lotnisko Powidz. W 1982 roku jednostkę po raz ostatni przeformowano i przemianowano na 21 Pułk Lotnictwa Myśliwsko-Bombowego.
Na podstawie zarządzenia Nr 017/Org. dowódcy Wojsk Lotniczych z dnia 3 października 1986 roku pułk został rozformowany w terminie do 31 grudnia 1986 roku Na bazie pułku sformowano 3 eskadrę 7 Pułku Lotnictwa Bombowo-Rozpoznawczego.

## Struktura pułku (1960)
- dowództwo i sztab
- klucz dowodzenia
- 1 eskadra bliskiego rozpoznania (Lim-2R)
- 2 eskadra bliskiego rozpoznania (Lim-2R)
- 3 eskadra dalekiego rozpoznania (Ił-28R)
- 4 eskadra dalekiego rozpoznania (Ił-28R)
- eskadra techniczna

## Żołnierze pułku
Dowódcy pułku:
- mjr pil. Andriej Dubowoj  (1951-1955)
- płk pil. Aleksander Milart  (1955-1963)
- ppłk pil. Michał Polech (1963-1967)
- ppłk pil. Leopold Pacek  (1967-1971)
- ppłk pil. Adam Mąkosa  (1971-1975)
- płk dypl. pil. Zbigniew Jędrzejewski  (1975-1979)
- ppłk dypl. pil. Wiktor Frankiewicz  (1979-1983)
- ppłk dypl. pil. Janusz Konieczny (1983-1986)
- kpt. dypl. nawig. Andrzej Pająk  (1986)

Oficerowie pułku:
- gen. pil. Lech Majewski – od 20.05.2010 dowódca Sił Powietrznych, 17 grudnia 2013 roku Prezydent RP Bronisław Komorowski wręczył mu akt zwolnienia ze stanowiska dowódcy Sił Powietrznych i akt mianowania, z dniem 1 stycznia 2014 na stanowisko Dowódcy Generalnego Rodzajów Sił Zbrojnych.